# کارل نورمسالو
کارل نورمسالو (استونیایی: Kaarel Nurmsalu؛ زادهٔ ۳۰ آوریل ۱۹۹۱) اسکی‌باز پرش و اسکی نوردیک ترکیبی اهل استونی است.